# Therwil
Therwil är en ort och kommun i distriktet Arlesheim i kantonen Basel-Landschaft, Schweiz. Kommunen har 10 068 invånare (2023).